# Лісовська Констанція Костянтинівна
Лісовська Констанція Костянтинівна (1860—†1920) — українська політична та громадська діячка, вчителька, авторка багатьох книжок, дружина Олексія Миколайовича Лісовського (1861-1934).

## Біографія
Констанція Лісовська народилася в селі Селещина, тепер Машівському районі Полтавської області. Дочка військового. Належала до лютеранського віросповідання. Закінчила в Петербурзі Бестужевські курси і в 1880-х роках учителювала, в 1890-х роках — співробітниця газет, була головою бібліотечного комітету в Полтаві, разом з чоловіком у 1899-1905 жила в Катеринославі, з 1907  викладала в гімназіях. В селі Селещина на могилі Констанції Лісовської встановлено пам'ятник.